# 夏彩恋唄
『夏彩恋唄』（なついろこいうた）は、すたじお緑茶が2016年11月25日に発売した18禁美少女アドベンチャーゲームである。

## 登場人物
神木 一真 （かみき かずま）
本作の主人公。
月夜野 悠那 （つきよの ゆうな）
声 - 小鳥居夕花
身長：155cm　 体重：ひみつ　 おっぱい：普通
一真のクラスメイト。
小鳥遊 光 （たかなし ひかる）
声 - 秋野花
身長：162cm　 体重：ひみつ　 おっぱい：大きい
神木家の隣にある洋食屋 『ルーチェ』 の娘。
神木 彩花 （かみき あやか）
声 - 桃山いおん
身長：145cm 体重：軽い おっぱい：少なめ
一真の妹。一人称は僕で、近くの女子校に通っている。
諏訪 紫苑 （すわ しおん）
声 - 藤森ゆき奈
身長：159cm 体重：ひみつ おっぱい：大きい
一真の許嫁。

## 制作スタッフ
- シナリオ - めちょむちょちょ、氷雨こうじ[5]
- 原画 - るちえ、ぐれーともす
- SD原画 - 広瀬まどか
- 音楽 - 山田屋カズ
- アーティスト - Duca
- 作詞/作曲 - Duca/東タカゴー